# Джун Картър
Валери Джун Картър (Кеш) (на английски: Valerie June Carter (Cash), позната с артистичното си име Джун Картър (Кеш), на английски: June Carter (Cash)) е кънтри певица, музикантка и текстописка от САЩ.
Изявява се също и като актриса, танцьорка и комик в периода от началото на 1939 година до края на 2002 година.
Тя е бивш член на групата Carter Family и втора съпруга на Джони Кеш от 1 март 1968 година до смъртта си. Далечна братовчедка е на президента Джими Картър.

## Биография
Джун Картър е родена в семейството на кънтри музикантите Езра и Мейбъл Картър и е закърмена с кънтри музиката още в ранната си 10 годишна възраст през 1939 г. Дебютира в семейната група Mother Maybelle and the Carter Sisters  през 1943 година заедно със сестрите си Хелън и Анита.
Новата група започва да излъчва свои хитове по радио станцията (WRNL) в Ричмънд, Вирджиния, САЩ на 1 юни същата година. По-късно Джун Картър решава че тя трябва да работи по-усилено в музиката от сестрите си като открива свой собствен специфичен талант, комедията. Така тя създава забавният комедиен образ на „Леля Поли“ с който успява допълнително да привлече вниманието на музикалните си фенове.
През 1950 година семейството на Джун Картър поддържа приятелски отношения с Ханк Уилямс и Елвис Пресли, а по късно същата година Джун Картър се запознава с Джони Кеш което се оказва трамплин в нейната музикална кариера.
Заедно с майка си и сестрите си Джун Картър имат редица изяви с което заслужено си завоюват името Carter Family през 1960-те и 70-те години на ХХ век. С изтънчената си женска фигура Джун Картър често играе комедийно музикални сценки по време на концерти и изпълнения с други звезди като Faron Young и Webb Pierce. 

## Кариера
Джун Картър е известна не само с пеене и писане на песни, тя е също така танцьорка, актриса, комик и филантроп. През 1955 година тя учи актьорско майсторство, а през 1957 година Джун Картър изиграва ролята на „Momma James“ в „Последните дни на Франк и Джеси Джеймс“.
В началото на 1960 година Джун Картър пише песента „Огнен пръстен“, който по-късно се превръща в хит на бъдещия и съпруг Джони Кеш. Тя е съавтор на песента с композитора Merle Kilgore. Джун Картър написва текста за връзката си с Джони Кеш и впоследствие тя предлага на сестра си Анита да изпълни песента. Така Анита Картър става първата певица която записва тази песен, а Джони Кеш я записва през 1963 година. Песента се превръща в кънтри хит номер едно и продължава да бъде един от най-разпознаваемите песни в света на кънтри музика.
Първото съвместно представяне на Джун Картър с Джони Кеш настъпва през 1964 година със записването на хита „It Ain't Me Babe“. През 1967 година двамата имат и по-съществен успех със записване на парчето „Jackson“, което е последвано от още много съвместна работа и албуми. Това довежда и до промяната на професионалното ѝ име на Джун Картър (Кеш).
Въпреки че през годините Джун Картър (Кеш) записва множество сингли и албуми с Джони Кеш и дъщерите си, тя записва само три солови албума през живота си. „Appalachian Pride“ през 1975 г., „Press On“ през 1999 г. и „Wildwood Flower“.
Джун Картър (Кеш) се снима във видеоклипа през 2003 година на сингъла „Hurt“, заснет няколко месеца преди смъртта ѝ. Една от последните ѝ известни публични изяви е на 7 април 2003 година, малко повече от месец преди смъртта ѝ когато тя се появява на CMT Flameworthy. Тя приема наградата за постижение от името на съпруга си Джони Кеш който е бил твърде болен за да присъства на награждаването.
Джун Картър умира в Нашвил, Тенеси, САЩ на 15 май 2003 година на 73-годишна възраст от усложнения след операция за подмяна на сърдечен клапа, обградена от семейството и мъжа си.

## Признание и награди
- През 1967 година песента „Jackson“ достига второ място в U.S. Country charts
- През 1967 година печели наградата Грами за песента „Jackson“
- През 1971 година печели наградата Грами за песента „If I Were a Carpenter“
- През 1999 година печели наградата Грами за песента „Press On“
- През 2000 година печели наградата Грами за най-добър традиционен кънтри албум („Press On“)
- През 2004 година печели наградата Грами за най-добър традиционен кънтри албум („Wildwood Flower“)
- През 2004 година печели наградата Грами за най-добро женско кънтри вокално изпълнение („Keep on the Sunny Side“)
- През 2009 година е приета в Залата на славата на християнската музика (the Christian Music Hall of Fame)

## Дискография

### Албуми
| Година | Албум                                                        | Позиция | Позиция |
| Година | Албум                                                        | Блуграс | Кънтри  |
| ------ | ------------------------------------------------------------ | ------- | ------- |
| 1975   | Appalachian Pride                                            | —       | —       |
| 1999   | Press On                                                     | —       | —       |
| 1999   | It's All in the Family                                       | —       | —       |
| 2003   | Wildwood Flower                                              | 2       | 33      |
| 2003   | Louisiana Hayride                                            | —       | —       |
| 2005   | Keep on the Sunny Side: June Carter Cash – Her Life in Music | —       | —       |
| 2005   | Church in the Wildwood: A Treasury of Appalachian Gospel     | —       | —       |
| 2005   | Ring of Fire: The Best of June Carter Cash                   | —       | —       |
| 2006   | Early June                                                   | —       | —       |

### Албуми с Джони Кеш
| Година | Албум                                                    | Позиция                | Позиция           |
| Година | Албум                                                    | USA Top Country Albums | Billboard 200 USA |
| ------ | -------------------------------------------------------- | ---------------------- | ----------------- |
| 1967   | Carryin' On with Johnny Cash and June Carter             | 5                      | —                 |
| 1973   | Johnny Cash and His Woman                                | 32                     | —                 |
| 1978   | Johnny & June                                            | —                      | —                 |
| 2000   | Return to the Promised Land                              | —                      | —                 |
| 2006   | 16 Biggest Hits (Johnny Cash and June Carter Cash album) | 26                     | 126               |
| 2006   | June Carter and Johnny Cash: Duets                       | —                      | —                 |

### Сингли
| Година | Сингъл                                       | Позиция               | Позиция                    | Албум             |
| Година | Сингъл                                       | USA Hot Country Songs | CAN RPM (magazine) Country | Албум             |
| ------ | -------------------------------------------- | --------------------- | -------------------------- | ----------------- |
| 1949   | „Baby, It's Cold Outside“                    | 9                     | —                          | н/д               |
| 1949   | „Grandma Told Me So“                         | —                     | —                          | н/д               |
| 1950   | „Root Hog, or Die“                           | —                     | —                          | н/д               |
| 1950   | „Bashful Rascal“                             | —                     | —                          | н/д               |
| 1951   | „Thing“                                      | —                     | —                          | н/д               |
| 1951   | „Mommie's Real Peculiar“                     | —                     | —                          | н/д               |
| 1953   | „No Swallerin' Place“                        | —                     | —                          | н/д               |
| 1953   | „You Flopped When You Got Me Home“           | —                     | —                          | н/д               |
| 1954   | „Tennessee Mambo, Left Over Mambo“           | —                     | —                          | н/д               |
| 1955   | „He Don't Love Me Anymore“                   | —                     | —                          | н/д               |
| 1956   | „Strange, Strange Woman“                     | —                     | —                          | н/д               |
| 1956   | „Baby I Tried“                               | —                     | —                          | н/д               |
| 1961   | „Heel“                                       | —                     | —                          | н/д               |
| 1962   | „Mama Teach Me“                              | —                     | —                          | н/д               |
| 1962   | „Overalls and Dungarees“                     | —                     | —                          | н/д               |
| 1963   | „I Pitched My Tent (On the Old Camp Ground)“ | —                     | —                          | н/д               |
| 1964   | „Tall Lover Man“                             | —                     | —                          | н/д               |
| 1964   | „Go Away, Stranger“                          | —                     | —                          | н/д               |
| 1965   | „Everything Ain't Been Said“                 | —                     | —                          | н/д               |
| 1971   | „A Good Man“                                 | 27                    | 12                         |                   |
| 1973   | „Follow Me“                                  | —                     | —                          | The Gospel Road   |
| 1975   | „The Shadow of a Lady“                       | —                     | —                          | Appalachian Pride |
| 2003   | „Keep on the Sunny Side“                     | —                     | —                          | Wildwood Flower   |

### Сингли с Джони Кеш
| Година | Сингъл                                                | Позиция               | Позиция           | Позиция                    | Позиция            | Позиция               | Позиция              | Позиция             | Албум                                        |
| Година | Сингъл                                                | USA Hot Country Songs | Billboard Hot 100 | RPM (magazine) CAN Country | RPM (magazine) CAN | RPM (magazine) CAN AC | Kent Music Report AU | UK Singles Chart UK | Албум                                        |
| ------ | ----------------------------------------------------- | --------------------- | ----------------- | -------------------------- | ------------------ | --------------------- | -------------------- | ------------------- | -------------------------------------------- |
| 1964   | „It Ain't Me Babe“                                    | 4                     | 58                | —                          | —                  | —                     | 85                   | 28                  | Orange Blossom Special                       |
| 1967   | „Jackson (song)\|Jackson“                             | 2                     | —                 | —                          | —                  | —                     | —                    | —                   | Carryin' On with Johnny Cash and June Carter |
| 1967   | „Long-Legged Guitar Pickin' Man“                      | 6                     | —                 | —                          | —                  | —                     | —                    | —                   | Carryin' On with Johnny Cash and June Carter |
| 1969   | „If I Were a Carpenter (song)\|If I Were a Carpenter“ | 2                     | 36                | 1                          | 13                 | 11                    | 52                   | —                   | Hello, I'm Johnny Cash                       |
| 1971   | „No Need to Worry“                                    | 15                    | —                 | 7                          | —                  | —                     | —                    | —                   | International Superstar                      |
| 1972   | „The Loving Gift“                                     | 27                    | —                 | 22                         | —                  | —                     | —                    | —                   | Any Old Wind That Blows                      |
| 1973   | „Allegheny“                                           | 69                    | —                 | 35                         | —                  | —                     | —                    | —                   | Johnny Cash and His Woman                    |
| 1976   | „Old Time Feeling“                                    | 26                    | —                 | 24                         | —                  | —                     | —                    | —                   | Greatest Hits, Vol. 3                        |